# Andreas Magg

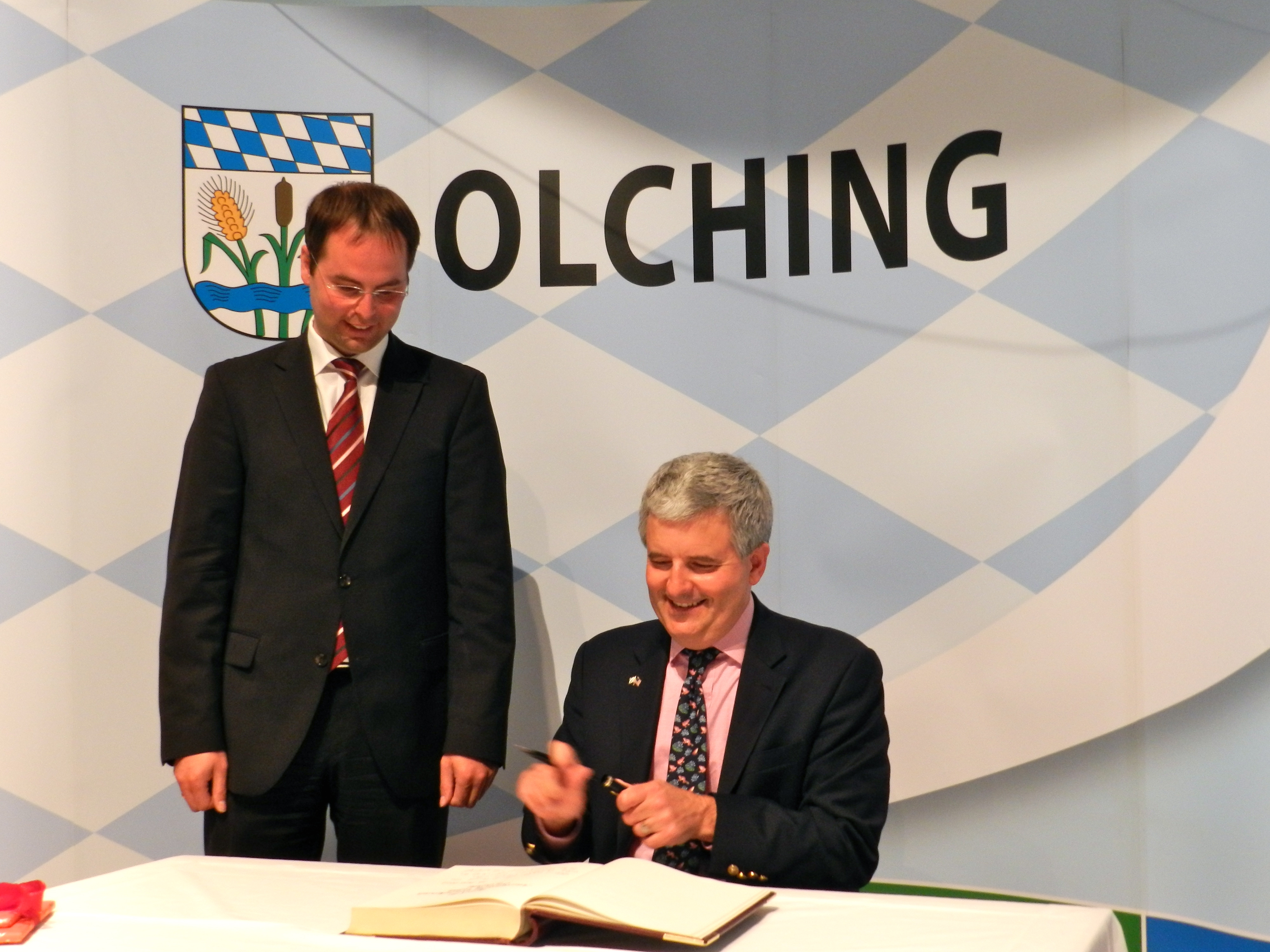
Andreas Magg (links) mit dem US-Generalkonsul Conrad Tribble, der sich in das Goldene Buch der Stadt einträgt

Andreas Magg (* 1978 in Olching) ist ein deutscher Kommunalpolitiker (SPD).

## Werdegang
Magg studierte an der Technischen Universität München und an der Ludwig-Maximilians-Universität München und schloss als Diplom-Geograph für Stadt-, Wirtschafts- und Sozialgeographie ab. Er arbeitete in der Gemeindeverwaltung Puchheim als Referent des Bürgermeisters, als Leiter der Wirtschaftsförderung und Vertreter des Geschäftsleiters. Später war er als freiberuflicher Berater für Kommunen und politische Institutionen tätig.
Seit 2001 übt er den Vorsitz im SPD-Ortsverband Olching aus und wurde bei der Kommunalwahl im März 2002 erstmals in den Gemeinderat gewählt. Dort übernahm er den Vorsitz der SPD-Fraktion und wurde zum Jugendreferenten gewählt. Zwei Jahre später rückte er auch in den Kreistag des Landkreises Fürstenfeldbruck nach, in den er 2008 und 2014 wieder gewählt wurde.
Bei der Kommunalwahl 2008 wurde er zum Ersten Bürgermeister der Gemeinde Olching gewählt; die Amtszeit begann am 1. Mai 2008. Bei den Kommunalwahlen 2014 und 2020 wurde er im Amt bestätigt.
Am 28. September 2008 wurde Magg bei den Bezirkswahlen in den oberbayerischen Bezirkstag gewählt. Er gehörte dem Gremium fünf Jahre an und bewarb sich 2013 nicht erneut.
In seine Amtszeit fiel die Erhebung Olchings zur Stadt (19. Juni 2011).

## Ehrenämter
Magg ist unter anderem 2. Vorsitzender der Kreismusikschule Fürstenfeldbruck e.V. und 2012 stimmberechtigtes Mitglied im Bau- und Planungsausschuss des Bayerischen Städtetags (beides seit 2012) sowie Vorsitzender des Bayerischen Roten Kreuzes, Kreisverband Fürstenfeldbruck (seit 2013).